# Stille Nacht, heilige Nacht

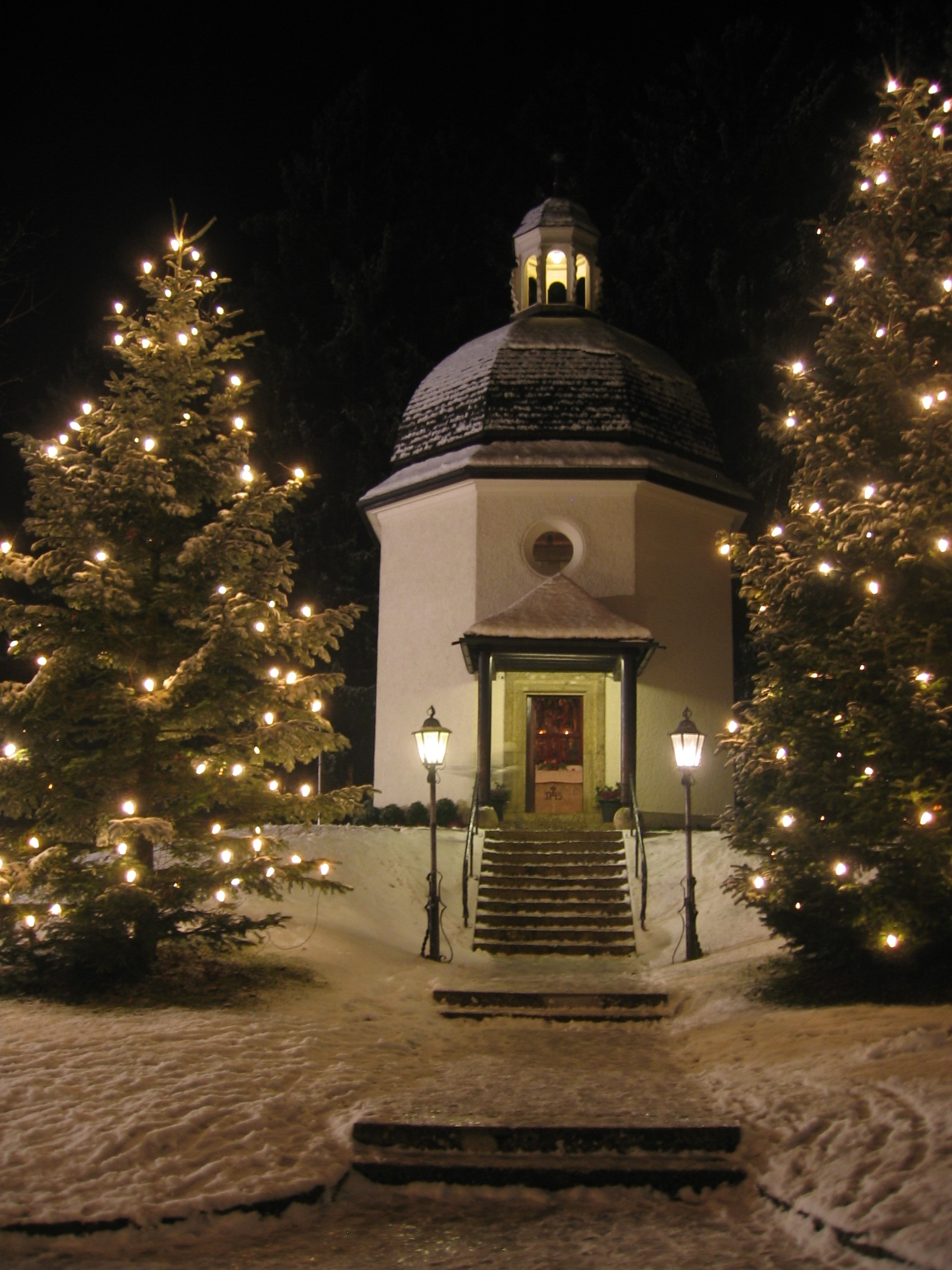
Die Stille-Nacht-Kapelle in Oberndorf bei Salzburg zur Adventzeit

Stille Nacht, heilige Nacht ist eines der bekanntesten Weihnachtslieder der Welt und gilt als Inbegriff des Weihnachtsbrauchtums im deutschen Sprachraum. Es wurde am 24. Dezember 1818 in der römisch-katholischen Kirche St. Nikola in Oberndorf bei Salzburg, an deren Stelle heute die Stille-Nacht-Kapelle steht, mit einer Melodie von Franz Xaver Gruber und dem Text von Joseph Mohr erstmals aufgeführt. Seither ist der deutsche Liedtext weltweit in 320 Sprachen und Dialekte übersetzt und gesungen worden. Von den ursprünglich sechs Strophen werden in der allgemein bekannten Fassung nur die erste, zweite und letzte Strophe gesungen. 2011 wurde Stille Nacht, heilige Nacht von der UNESCO auf Antrag als immaterielles Kulturerbe in Österreich anerkannt.

## Geschichte

### Entstehung

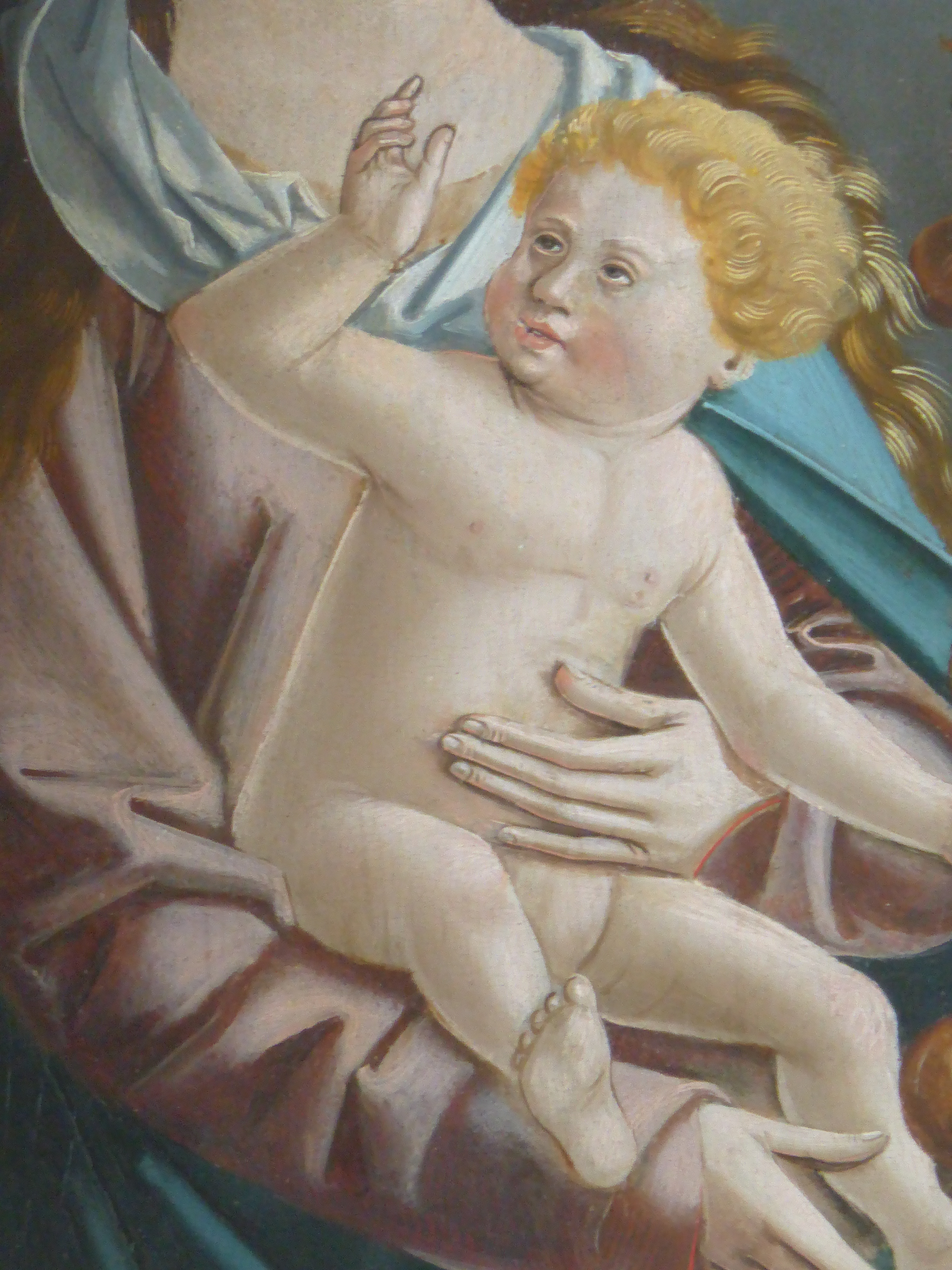
Diese Darstellung inspirierte Vikar Joseph Mohr 1816 zu der Verszeile: „Holder Knab’ im lockigten Haar“. Hochaltar der Wallfahrtsbasilika Mariapfarr, linke untere Tafel, um 1500.

Zu Heiligabend 1818 brachte ein Männer-Duett, bestehend aus dem Hilfspfarrer Joseph Mohr (Tenor) und dem Arnsdorfer Dorfschullehrer und Organisten Franz X. Gruber (Bariton), in der Schifferkirche St. Nikola in Oberndorf bei Salzburg das Weihnachtslied Stille Nacht, heilige Nacht zum ersten Mal zu Gehör. Das in D-Dur überlieferte Lied begleitete Mohr mit Gitarre und sang die erste Stimme, Gruber die zweite.
Joseph Mohr (1792–1848) hatte den Liedtext bereits 1816 in Mariapfarr im Salzburger Bezirk Lungau in Form eines Gedichts geschrieben. Conrad Franz Xaver Gruber (1787–1863), der als Sohn einer armen Leinenweberfamilie aus Hochburg-Ach im Innviertel stammte, komponierte dann vor Weihnachten 1818 auf Wunsch Mohrs eine Melodie zu diesem Gedicht. Aus zwei Urkunden lässt sich die exakte Entstehungsgeschichte des Liedes nachvollziehen: Einerseits durch die Authentische Veranlassung und andererseits durch das älteste erhaltene Autograph von Joseph Mohr, das erst im Jahr 1995 in Salzburg aufgefunden wurde. Dieses Autograph, datiert auf die Zeit um 1823, stellt das älteste Dokument für die Entstehungsgeschichte des Liedes dar. Es befindet sich im Besitz des Salzburger Museumsvereines und wird im Salzburg Museum aufbewahrt. Beide Dokumente ergänzen und bestätigen einander in folgenden Erkenntnissen:
1. Joseph Mohr verfasste den Text bereits 1816 als Gedicht in Mariapfarr (siehe das Autograph,[4] auf dem sich links unten der Hinweis mpria [= manu propria] befindet).
2. Joseph Mohr bat Franz Xaver Gruber um die Vertonung des Textes (siehe Authentische Veranlassung).[3] Gleichzeitig wurden durch den Hinweis rechts oben im Autograph (Hinweis: „Melodie von Franz Xaver Gruber“) die letzten Zweifel an der Komposition durch Franz Xaver Gruber beseitigt.
3. Joseph Mohr war also nicht nur Dichter, sondern auch Initiator für das Lied. Darüber hinaus wirkte er auch bei der Uraufführung neben Franz Xaver Gruber als Sänger und Gitarrist mit.

Text und Melodie des Liedes begeisterten die Kirchgänger von Oberndorf. Über die Motive, die zur Entstehung des Liedes führten, ranken sich Legenden mit anekdotischen Einzelheiten. Wahrscheinlich ist, dass das Lied bei der damals üblichen paraliturgischen Krippen-Andacht zur Aufführung kam, die nicht Teil der Liturgie war, weswegen auch das Positiv der Kirche nicht zum Einsatz kam.

### Verbreitung

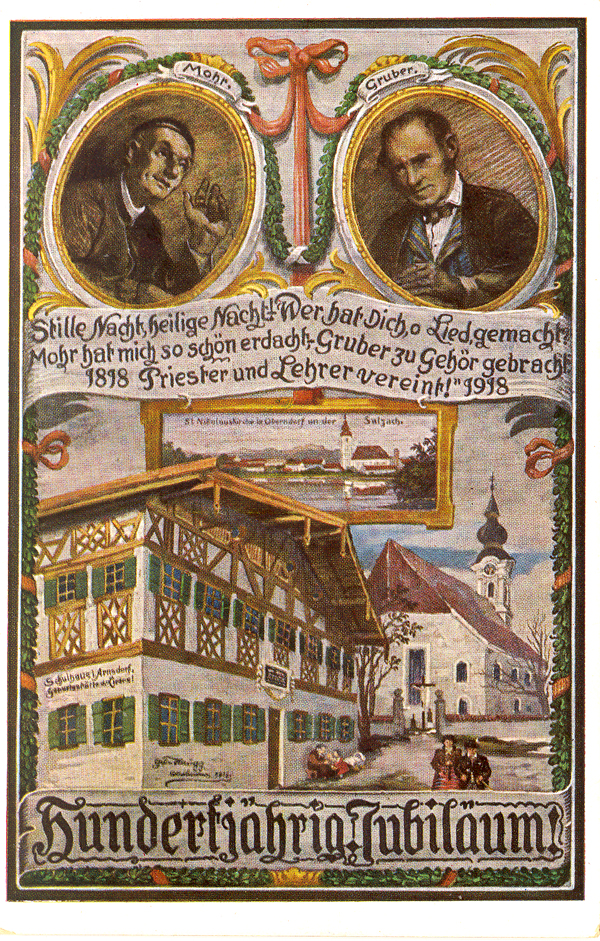
Jubiläumskarte 1918

#### Karl Mauracher
Der erste Schritt zur Verbreitung des Liedes wird dem Umstand zugeschrieben, dass sowohl Joseph Mohr als auch Franz Xaver Gruber mit Karl Mauracher bekannt waren, einem Orgelmacher aus Fügen im Zillertal, der das Lied mit sich nahm. Mauracher hatte sich mehrmals in Arnsdorf und Oberndorf aufgehalten, wo er sowohl die Orgel der Wallfahrtskirche Arnsdorf als auch jene der Schifferkirche St. Nikola repariert hatte bzw. 1825 dann neu erbaute.
1819 zur Christmette wurde das Lied bereits in Fügen gesungen. Dort übernahmen es die Geschwister Rainer, die im Kirchenchor von Fügen sangen.
Zu Beginn des 19. Jahrhunderts besserten zahlreiche Familien aus dem Zillertal ihr Einkommen als fahrende Händler auf, die bäuerliche Bevölkerung bevorzugt im Winter. Da im Zillertal traditionell Volksmusik gepflegt wurde, lockten manche der Händler die Käufer mit Musik und Gesang an ihre Stände.

#### Geschwister Rainer
Der Auftritt vor dem österreichischen Kaiser Franz I. und dem russischen Zaren Alexander I. im Kaiserzimmer von Schloss Fügen Anfang Oktober 1822 begründete die Gesangskarriere der Geschwister Rainer. Der Kaiser und der Zar besuchten das Schloss auf einem Zwischenstopp auf dem Weg zum Kongress von Verona. Dass bei diesem Konzert Stille Nacht gesungen wurde, gehört ins Reich der Legenden. Die Geschwister Rainer waren zwischen 1824 und 1843 in unterschiedlichen Besetzungen international unterwegs. Sie besuchten Deutschland, Großbritannien und Russland und sangen dabei in Parks, Gasthäusern, in Salons, Konzertsälen und Theatern. In ihrem Auftritt galten sie als einfache „Kinder der Natur“. 1827 reisten sie zu fünft erstmals nach Großbritannien. Ihre Auftritte sorgten für Aufmerksamkeit.

#### Geschwister Strasser
Eine bekannte fahrende Händlerfamilie waren die Geschwister Strasser aus Laimach, das heute ein Ortsteil der Gemeinde Hippach im Bezirk Schwaz in Tirol (Österreich) ist. Die Strassers betrieben neben ihrer kleinen Landwirtschaft Handel mit Handschuhen. Der verwitwete Vater Lorenz Strasser war mit seinen Kindern Anna, Amalie, Caroline, Josef und Alexander auf Märkten der näheren und weiteren Umgebung unterwegs und verkaufte Handschuhe, Bettwäsche, Unterwäsche und „elastische Leibbinden“. Um auf ihre Waren aufmerksam zu machen, sangen die Kinder als Gesangsgruppe „ächte Tyroler Lieder“, die ihnen großen Zulauf bescherten.
1831 hatten Anna (* 1802), Joseph (* 1807), Amalie (* 1809) und Caroline (* 1813) ihren Stand auch auf dem Leipziger Weihnachtsmarkt, allerdings ohne Alexander, der im gleichen Jahr in Königsberg gestorben war. In ihrem Repertoire befand sich unter anderem auch das Lied Stille Nacht, heilige Nacht.
Franz Alscher, der Organist und Kantor der katholischen Diaspora-Gemeinde in Leipzig, hörte das Lied in der Stadt und bat die Geschwister, es zur Christmette in der katholischen Kapelle in der Pleißenburg zu singen. Die Tiroler wurden zum Gesprächsthema in der Stadt. Vor ihrer Abreise traten sie am 19. Jänner 1832 in den Pausen eines Konzerts im Leipziger Gewandhaus auf.
Die Allgemeine musikalische Zeitung schrieb darüber am 1. Februar: „Man hatte nämlich in der Pause die drey liebenswürdigen Töchter und einen Sohn der Familie Strasser aus dem Zillerthale (Kaufleute, nicht Sänger von Profession) so lange gebeten, bis sie der vollen Versammlung die Freude gewährten, einige Tyroler Nationallieder so allerliebst vorzutragen, daß der Saal von stürmischem Beyfalle widerhallte.“
Zum Winter 1832/33 waren die Geschwister Strasser wieder in Leipzig und gaben am 15. Dezember 1832 im Saal des alten Hôtel de Pologne (ehemals Gasthof Zum Birnbaum) ein eigenes Konzert. Auch wenn es nicht im Programm stand, wurde Stille Nacht auf Wunsch eines anonymen Leserbriefes im Leipziger Tagblatt aufgeführt. Dieses erschien nun auch gedruckt, 1833 zunächst auf Flugblättern und 1840 im Verlag A. R. Friese (Dresden und Leipzig).
Aufgrund ihrer Erfolge in Leipzig widmeten sich die Strassers fortan ausschließlich dem Gesang und zogen als reisende Sängergruppe durch ganz Deutschland. In Berlin übernahm der Domchor das Stille-Nacht-Lied für die Christmetten, wo es zum Lieblingslied von König Friedrich Wilhelm IV. avancierte. Letzterem ist es auch zu verdanken, dass der bescheidene Franz Xaver Gruber 1854 schließlich seine Autorschaft des Liedes bestätigte, das bis dahin als Tiroler Volksweise galt. Er verfasste dazu die noch handschriftlich vorliegende Authentische Veranlassung.
Bedingt durch den Tod Amalie Strassers, die 1835 in Leipzig gestorben war, löste sich die Gesangsgruppe auf. An die Geschwister Strasser erinnert noch ihr ehemaliges Wohnhaus in Laimach (Lage), in dem 1999 ein Museum eingerichtet wurde.

#### Frühe Drucke

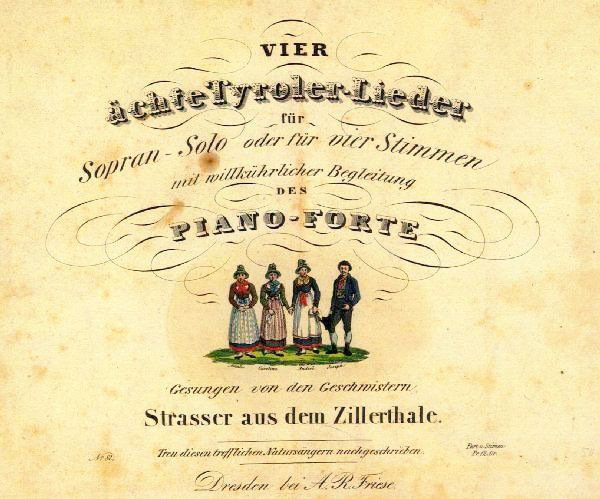
Deckblatt des Dresdner Erstdrucks

Der Erstdruck des Liedes erfolgte 1833 durch A. R. Friese in Dresden in einer Flugschrift unter dem Titel Vier ächte Tyroler-Lieder gemeinsam mit drei anderen Liedern und 1840 in einer Liedersammlung mit dem Titel Vier ächte Tiroler Lieder. Im Dresdner Erstdruck erscheint das Lied bereits weitgehend in der heute noch üblichen dreistrophigen Fassung, die vom sechsstrophigen Originalmanuskript die erste, sechste und zweite Strophe (in dieser Reihenfolge) übernimmt. In New York wurde 1840 der Text des Liedes ohne Noten und 1866 mit Noten (schon in der fünften Auflage) gedruckt.

#### Authentische Veranlassung
Die Erinnerung an die Urheber des Liedes war schnell verblasst, das Lied wurde als Volkslied angesehen. König Friedrich Wilhelm IV. von Preußen (1795–1861), der das Lied besonders liebte, ist es zu verdanken, dass die Autoren heute noch bekannt sind: Seine Hofkapelle wandte sich 1854 an das Stift Sankt Peter (Salzburg) mit der Bitte um eine Abschrift des Liedes, das man fälschlich für ein Werk Michael Haydns (1737–1806) hielt. Auf diesem Weg stieß man eher zufällig auf den in Hallein lebenden Komponisten Franz Xaver Gruber, der daraufhin seine Authentische Veranlassung zur Composition des Weihnachtsliedes „Stille Nacht, Heilige Nacht“ handschriftlich abfasste.

#### 20. und 21. Jahrhundert
1914 sangen deutsche und britische Soldaten beim sogenannten Weihnachtsfrieden gemeinsam Stille Nacht.
1934 sang Bing Crosby in seiner Weihnachts-Radiosendung Silent Night. Die Aufnahme wurde mit 30 Millionen Stück dritterfolgreichste Musiksingle.
Im Dritten Reich wurden Versuche unternommen den Liedtext im Sinne der Nationalsozialistischen Ideologie umzutexten. So verfasste Fritz von Rabenau 1934 eine Variante mit folgendem Text:
Stille Nacht, heilige Nacht, / Alles schläft, einsam wacht / Nur der Kanzler treuer Hut. / Wacht zu Deutschlands Gedeihen gut. / Immer für uns bedacht.

Stille Nacht, heilige Nacht, / Alles schläft, einsam wacht / Adolf Hitler für Deutschlands Geschick, / Führt uns zur Größe, zum Ruhm und zum Glück, / Gibt uns Deutschen die Macht.

Stille Nacht, heilige Nacht, / Alles schläft, einsam wacht / Unser Führer für deutsches Land, / Von uns allen die Sorge er bannt. / Dass die Sonne uns lacht.
Da diese Versionen bei der Bevölkerung auf breite Ablehnung stießen, wurde von dem Vorhaben, die neuen Strophen großflächig zu etablieren, recht bald wieder Abstand genommen.
1941 sangen Franklin D. Roosevelt und Winston Churchill gemeinsam mit den versammelten Menschen im Garten des Weißen Hauses Silent Night.
1943 stellte die Schriftstellerin Hertha Pauli (1906–1973) fest, dass viele US-Amerikaner das Lied Silent Night für ein „US-amerikanisches Volkslied“ hielten, und schrieb darüber in den USA das Buch Silent Night. The Story of a Song, in dem sie den eigentlichen Ursprung des Liedes erläuterte.

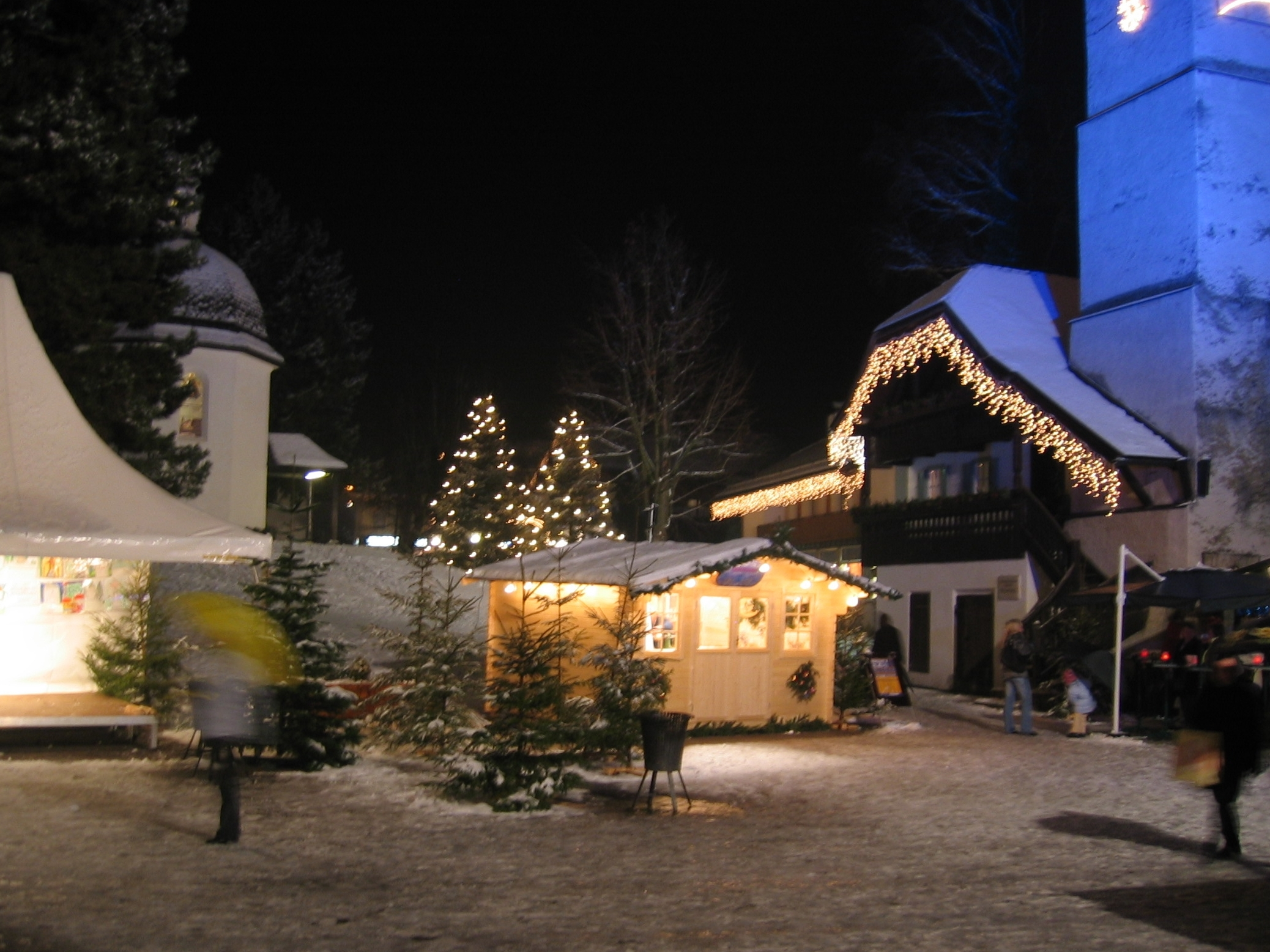
Stille-Nacht-Bezirk mit Stille-Nacht-Kapelle (links) in Oberndorf

Die Stille-Nacht-Kapelle in Oberndorf, die an der Stelle der Anfang des 20. Jahrhunderts nach Flutschäden abgerissenen St.-Nikola-Kirche steht, ist heute eine Touristenattraktion. Die Entstehung des Liedes wurde 1997 vom Fernsehregisseur Franz Xaver Bogner (* 1949) in dem Fernsehfilm Das ewige Lied (mit Tobias Moretti) dargestellt. Historische Leerstellen wurden mit künstlerischer Freiheit gefüllt. Das Museum in der Widumspfiste in Fügen beherbergt eine eigene Abteilung, in der die Verbreitung des Liedes Stille Nacht dokumentiert wird.
In Hochburg-Ach würdigt man mit dem „Gruberhäusl“, in dem noch Utensilien aus dem Hausrat der Familie Gruber zu sehen sind, und dem Franz-Xaver-Gruber-Friedensweg den bekannten Komponisten. Jedes Jahr im Dezember wird mit dem Theaterstück Auf der Suche nach der Stillen Nacht daran erinnert, wie langwierig die Suche nach dem eigentlichen Komponisten war. Neben dem Stille Nacht Museum Oberndorf beherbergt die Dorfschule in Arnsdorf, in der Gruber einst lehrte, ein weiteres „Stille-Nacht-Museum“.
Im Wallfahrtsort Mariapfarr steht heute noch das Elternhaus von Joseph Mohrs Vater, die sogenannte „Schargler Keusche“, als Kulturdenkmal im Originalzustand. Im Pfarrhof befindet sich das Wallfahrts- und Stille-Nacht-Museum mit Dokumenten zum Leben von Joseph Mohr.
Im März 2011 hat die österreichische UNESCO-Kommission das Lied als Stille Nacht – das Lied zur Weihnacht in die Liste des Immateriellen Kulturerbes Österreichs aufgenommen (auch als Repräsentant für die im gesamten deutschen Sprachraum typischen Weihnachtsfeiern) und auch zum internationalen UNESCO-Kulturerbe (Gesamtliste) vorgeschlagen. Ausgewiesen wurde es für ganz Österreich.
Am 6. Dezember 2013 war in Bad Hindelang die Premiere des Singspiels Stille Nacht, heilige Nacht, das die Entstehung des Liedes in einer freien Bearbeitung darstellt.
Seit der ersten Einspielung auf Schallplatte durch das US-amerikanische Haydn Quartet im Oktober 1905 gehört das Weihnachtslied zu den meistverkauften weltweit. Allein die Aufnahme von Bing Crosby aus dem Jahr 1935 erreichte bis 2003 geschätzte 10 Millionen Exemplare.

## Musik

### Originalmelodie
Die originale Komposition ist für zwei gleichwertige Stimmen gedacht. Gruber schrieb das Werk in D-Dur, so sind auch ein Großteil der Autographen in dieser Tonlage. Die Melodie von Stille Nacht weist charakteristische Merkmale des Siciliano auf. Das Lied ist eine Pastorelle, also eine Hirtenmusik. Gleichzeitig ist es als Wiegenlied für das Jesuskind im typisch wiegenden 6/8-Takt komponiert worden. Mit einer punktierten Achtelnote wird die Wiege in jedem Takt im übertragenen Sinne angestoßen.
Bei der Uraufführung im Anschluss an die Christmette musizierten mit Mohr und Gruber beide Autoren des Stückes: Gruber sang Bass und Mohr sang in der Stimmlage Tenor und begleitete auf der Gitarre.
Da das Stück in Form einer Art „Hirtenspiel“ vor der Weihnachtskrippe an einem Seitenaltar der Pfarrkirche uraufgeführt wurde, war die Originalversion sehr einfach gehalten. Erst in späteren Autographen passte Gruber das Lied an die jeweilige Besetzung an.
Originalmelodie

### Autographen

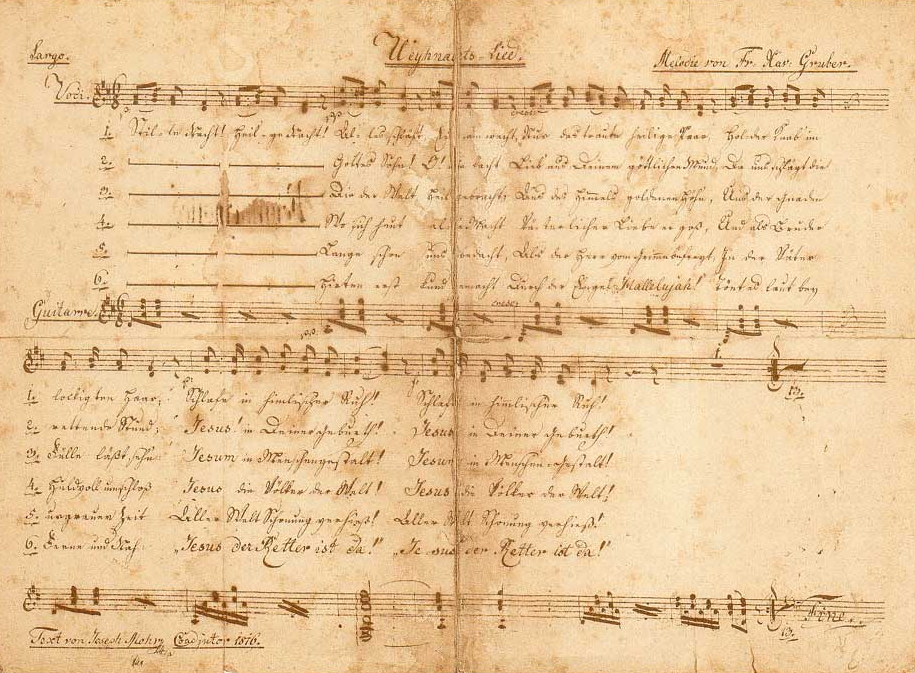
Autograph „Mohr“ (1820/1825)

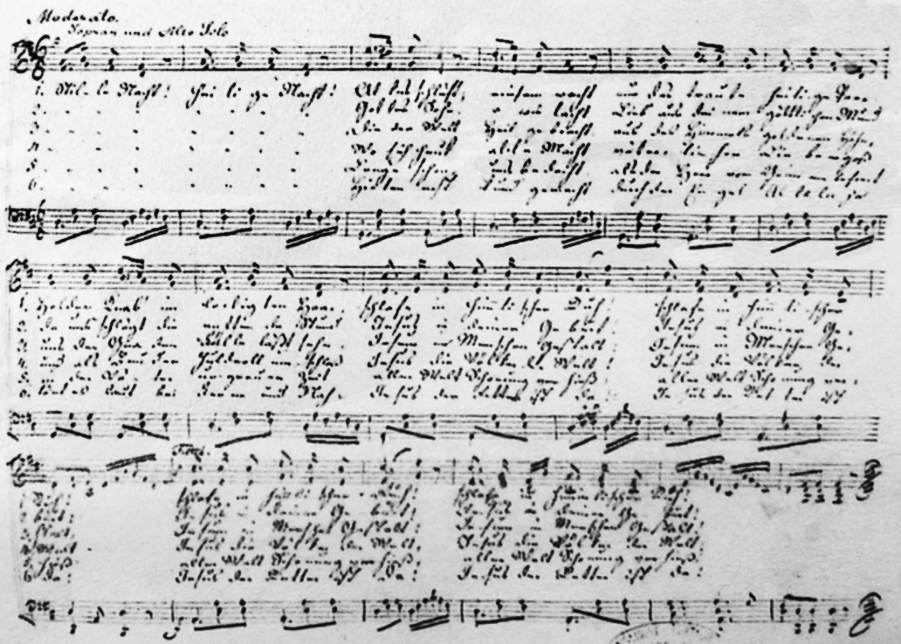
Autograph „Gruber VII“ (1860)

Josef Gassner listet sieben eigenhändige Niederschriften des Liedes Stille Nacht, heilige Nacht durch den Komponisten Gruber auf. Er nummerierte sie nach der damals angenommenen chronologischen Reihenfolge mit den Römischen Zahlen I bis VII. Von diesen Autographen gelten drei Versionen als verschollen: Gruber I, das Original von 1818, sowie Gruber III und Gruber VI. Thomas Hochradner bezeichnet die Autographen „Hochradner a bis g“. In seinem Verzeichnis führt er eine weitere Handschrift aus der Musiksammlung der Österreichischen Nationalbibliothek als „Hochradner c“ an. Bei dieser Handschrift ist jedoch die Urheberschaft ungesichert. Das verschollene Manuskript „Gruber VI“ wird von ihm stattdessen nicht beachtet.
Das älteste Schriftstück zum Lied stammt jedoch von Joseph Mohr (= Hochradner a). Das Autograph ist undatiert, Mohr gibt jedoch auf diesem Blatt an, dass er den Text 1816 geschrieben habe und Franz Xaver Gruber der Komponist sei. Dabei dürfte es sich um den Originaltext handeln, aber auch um eine Schreibweise und Interpunktion, wie Mohr sie wollte. Dieses Autograph weist damit eine musikalische Besonderheit auf: In den Takten 5 und 7 ist jeweils die erste Note („nur“ und die erste Silbe von „holder“) punktiert, analog zum Anfang des Liedes. Eventuell verfasste Gruber diese Handschrift aus seinem Gedächtnis.
Das älteste erhaltene Autograph des Komponisten Gruber ist „Gruber IV“ (= Hochradner e). Diese offizielle „Halleiner Version“ ist sowohl die einzige, die Gruber datiert hat, hat aber auch gleichzeitig die wohl umfangreichste Bearbeitung des Liedes durch den Komponisten. Auf dem Umschlag steht folgendes: „II. Geistliche Lieder auf die heilige Christnacht. In Musik gesetzt zu Vier Singstimmen, 2 Violinen, Viola, Flauto, Fagott, 2 Clarinetten, 2 Waldhörnern, Violon, und Orgel von Franz X. Gruber, Chorregent und Organist bey der Stadtpfarrkirche Hallein. Den 12ten December 1836.“ Bei diesem Autographen wird der Schlusschor zum ersten Mal in der Wiederholung für vier Stimmen angegeben und es gibt ein Vor- sowie Nachspiel. Aufgrund der Bläserstimmen ist das Lied in Es-Dur angegeben.
| Name (Gassner) | Name (Hochradner) | Datum             | Tonart | Takt | Stimmen                         | Instrumente       | Aufbewahrungsort |
| -------------- | ----------------- | ----------------- | ------ | ---- | ------------------------------- | ----------------- | ---------------- |
| Gruber I       | Hochradner b      | 24. Dezember 1818 | D-Dur  | 6/8  | 2 Stimmen                       | Gitarre           | verschollen      |
| Mohr           | Hochradner a      | 1820/1825         | D-Dur  | 6/8  | 2 Stimmen                       | Gitarre           | Salzburg         |
| Gruber III     | Hochradner        | 1830              |        | 6/8  | 2 Stimmen                       | Orgel             | verschollen      |
| Gruber IV      | Hochradner e      | 12. Dezember 1836 | Es-Dur | 6/8  | 4 Stimmen                       | Ensemble          | Hallein          |
| Gruber V       | Hochradner        | 1845              | D-Dur  | 6/8  | 2 Stimmen Solo & 4 Stimmen Chor | Streichtrio, Horn | Hallein          |
| Gruber II      | Hochradner        | 1854              | D-Dur  | 6/8  | 2 Stimmen                       | ohne Begleitung   | Hallein          |
| Gruber VI      |                   | 30. Dezember 1854 |        |      |                                 |                   | verschollen      |
| Gruber VII     | Hochradner        | 1860              | D-Dur  | 6/8  | Sopran, Alt                     | Orgel             | Salzburg         |

### Zeitgenössische Bearbeitungen
Sowohl Gruber als auch Mohr nahmen an regelmäßigen gesellschaftlichen Treffen teil, so auch an „Singparthien“, wo Lieder ausgetauscht wurden. Unter den ausgetauschten Liedern war vermutlich auch das gemeinsam verfasste Weihnachtslied, das sie an Freunde und Kollegen weitergaben. Diese kopierten das Lied oder adaptierten es an ihre eigenen Bedürfnisse und Umstände. So wurden etwa zusätzliche Hornstimmen geschrieben oder eine Orgelfassung. Die Autographen Gruber III bis V sind Beispiele für solche Arrangements durch den Komponisten selbst. Unter den Kollegen könnte auch der Orgelbauer Carl Mauracher eine Abschrift des Stückes besessen haben. Die älteste bekannte Abschrift befand sich im Liederbuch des Lehrers und Organisten Blasius Wimmer (1797–1868) aus Waidring. Das Buch, welches am 22. Juli 1819 begonnen wurde, gilt heute als verschollen. In seinem Liederbuch wurde die Nacht durch den Tag ersetzt und eine siebente Strophe ergänzt:

„Heiliger Tag! Stille Nacht! / Kön’gen auch kundgemacht / durch denselben glänzenden Stern / Tönt es laut in Nähe und Fern’ / Jesus, der Retter ist da! Jesus der Retter ist da!“

Der Salzburger Domchoralist und Stadtpfarrchorregent fertigte im November 1822 eine Abschrift des Stückes für zwei Singstimmen, zwei Klarinetten in C, zwei Hörner in D und Orgel an. Er bezeichnet das Lied als „Weihnacht-Lied“. Seine Abschrift weist die gleichen Eigenheiten wie das Autograph Mohrs auf: in Takt fünf und sieben sind dieselben punktierten Betonungen.
2016 tauchte in einem Wiener Antiquariat ein bislang unbekannter Druck von Stille Nacht von Joseph Greis aus Steyr auf. Es handelt sich um den bislang ältesten Textdruck des Liedes. Der Text von Stille Nacht in der Greis-Flugschrift weist alle sechs Strophen auf, in der gleichen Reihenfolge wie das Mohr-Autograph und die vier Gruber-Autographe. Laut Michael Neureiter, Präsident der Stille-Nacht-Gesellschaft, dürfte das Flugblatt in zeitlicher Nähe zur Uraufführung gedruckt worden sein.

### Adaptionen in der klassischen Musik
Beispiele:
- Carl Heins: Und Friede auf Erden!: Weihnachts-Fantasie (mit unterlegtem Text) über beliebte Lieder für Pianoforte: Ausg. für Pianoforte zu 2 Händen (1890)[32]
- Max Reger: Weihnachtstraum für Klavier, Fantasie über „Stille Nacht, heilige Nacht“, zwei- oder vierhändig
- Arthur Honegger: Une Cantate de Noël, für Chor, Kinderchor, Bariton-Solo, Orgel und Orchester (1953)
- Krzysztof Penderecki: 2. Sinfonie (Weihnachtssinfonie), für Orchester (1979/1980)
- Bertold Hummel: Stille Nacht – 3 Variationen und ein Nachsatz aus der Ferne für Sprecher und achtstimmig gemischten Chor a cappella (1974/1980)[33]
- Alfred Schnittke: Stille Nacht, für Violine und Klavier (1978)
- Max Bruch: Das Lied von der Glocke, Oratorium nach Friedrich Schiller op. 45 (1872); Nr. 22 Terzett Holder Friede.

### Adaptionen in der Popmusik
Beispiele:
- Simon & Garfunkel: 7 O’Clock News/Silent Night

## Liedtext

Populärer Satz der gebräuchlichen Fassung aus dem „Volksliederbuch für gemischten Chor“

### Originaltext und gebräuchliche Fassung
Das Lied umfasst insgesamt sechs Strophen. Die heute gebräuchliche Chorfassung geht auf den Leipziger Thomaskantor Gustav Schreck (1849–1918) zurück.
Die allgemein bekannte Form, die zumeist gesungen wird, unterscheidet sich jedoch von dieser Fassung unter anderem in folgenden Punkten: Es werden zum einen nur drei Strophen gesungen, und zwar die erste und zweite und dann die sechste als dritte – teils, wie z. B. im Evangelischen Gesangbuch oder im Gotteslob (2013), werden die letzten beiden auch vertauscht; zum anderen wird das Wort „Jesus“ durch „Christ“ ersetzt. Auch ein paar ältere Formen, wie der alte Akkusativ Jesum und lockigten und ein paar andere Kleinigkeiten in der zweiten Strophe muten ungewohnt an. In der sechsten Strophe wurde außerdem die Zeile „Tönt es laut bei Ferne und Nah“ in die etwas moderner klingende „Tönt es laut von Fern’ und Nah“ geändert. In einigen der autographen Notenblätter Grubers, in denen die Strophen Solo-Stimmen zugeordnet sind, werden in allen Strophen die letzten beiden Zeilen vom Chor nochmals wiederholt, also insgesamt viermal gesungen.
Bei der alljährlichen Gedenkmesse vor der Stille-Nacht-Kapelle in Oberndorf bei Salzburg werden seit dem Jahr 2006 wieder alle sechs Strophen des Liedes aufgeführt.
| Originaltext | Gebräuchliche Fassung |  |
| --- | --- |  |
| Weyhnachts-Lied. | |  |
| Stille Nacht! Heilige Nacht! Alles schläft; einsam wacht Nur das traute heilige Paar. Holder Knab’ im lockigten Haar, Schlafe in himmlischer Ruh!                           | Stille Nacht, heilige Nacht! Alles schläft, einsam wacht nur das traute, hochheilige Paar. Holder Knabe im lockigen Haar, schlaf in himmlischer Ruh, schlaf in himmlischer Ruh. |  |
| Stille Nacht! Heilige Nacht! Gottes Sohn! O wie lacht Lieb’ aus deinem göttlichen Mund, Da uns schlägt die rettende Stund’. Jesus in deiner Geburt!                         | Stille Nacht, heilige Nacht! Gottes Sohn, o wie lacht Lieb aus deinem göttlichen Mund, da uns schlägt die rettende Stund, Christ, in deiner Geburt, Christ, in deiner Geburt.   |  |
| Stille Nacht! Heilige Nacht! Die der Welt Heil gebracht, Aus des Himmels goldenen Höhn Uns der Gnaden Fülle läßt seh’n Jesum in Menschengestalt, Jesum in Menschengestalt   | |  |
| Stille Nacht! Heilige Nacht! Wo sich heut alle Macht Väterlicher Liebe ergoß Und als Bruder huldvoll umschloß Jesus die Völker der Welt, Jesus die Völker der Welt.         | |  |
| Stille Nacht! Heilige Nacht! Lange schon uns bedacht, Als der Herr vom Grimme befreit, In der Väter urgrauer Zeit Aller Welt Schonung verhieß, Aller Welt Schonung verhieß. | |  |
| Stille Nacht! Heilige Nacht! Hirten erst kundgemacht Durch der Engel Alleluja, Tönt es laut bei Ferne und Nah: Jesus der Retter ist da!                                     | Stille Nacht, heilige Nacht! Hirten erst kundgemacht, durch der Engel Halleluja tönt es laut von fern und nah: Christ, der Retter, ist da, Christ, der Retter, ist da!          |  |

### Aufnahme in kirchliche Gesangbücher
Stille Nacht findet sich u. a. in folgenden kirchlichen Gesangbüchern, immer mit drei Strophen, wenn nicht anders angegeben:
- Eingestimmt (Alt-katholisch) Nr. 325
- Evangelisches Gesangbuch Nr. 46[38] (Strophen zwei und sechs sind hier vertauscht)
- Feiern & Loben (Bund Evangelisch-Freikirchlicher Gemeinden und Bund Freier evangelischer Gemeinden) Nr. 221[39]
- Gesangbuch der Evangelisch-methodistischen Kirche Nr. 180 (sechs Strophen)
- Gesangbuch der Neuapostolischen Kirche Nr. 26[40]
- Gotteslob (römisch-katholische Kirche) Nr. 249[41] (Strophen zwei und sechs sind hier vertauscht)
- Mennonitisches Gesangbuch Nr. 267[42]

## Übersetzungen
Das Lied Stille Nacht, heilige Nacht wurde laut Angabe mehrerer Quellen in mehr als 300 Sprachen übersetzt. Diese Zahl lässt sich nicht oder nur sehr schwer überprüfen, da es keine vollständige Liste über alle Sprachversionen gibt. Hier ist in vielen Fällen eine Unterscheidung zwischen Sprachgruppen und Dialekten schwierig.
Schmaus listet in seiner Publikation von 1967 Stille Nacht, heilige Nacht: Geschichte und Ausbreitung eines Liedes 41 Sprachversionen auf. In seinem wissenschaftlich fundierten Zugang listet er die Texte im Original sowie in Transkription auf. Um die Bedeutungsunterschiede in den unterschiedlichen Versionen darzustellen, ließ er die Texte auch ins Deutsche rückübersetzen.
Wallace J. Bronner listet in seiner 1994 erschienenen Publikation 177 Sprachen auf, wobei er unterschiedliche Sprachversionen als eigene Übersetzung aufzählt, etwa listet er die in Südindien gesprochene Sprache Kannada zwei Mal auf. Zudem führt er die Brailleschrift als Sprache auf. Außerdem gibt es mehrere unterschiedliche Textversionen in einzelnen Sprachen, so sind in Englischer Sprache über 40 Versionen bekannt, in Maorischer Sprache sieben Versionen, auf Lateinisch fünf und sechs Versionen in den Friesischen Sprachen. Tina Breckwoldt listet in ihrer 2018 erschienenen Publikation Stille Nacht. Ein Lied mit Geschichte, basierend auf der Auflistung von Bronner, einen Großteil der Sprachversionen von Stille Nacht (ausgenommen Kunstsprachen), ohne Anspruch auf Vollständigkeit auf.
Der katholische Pfarrer Josef Keller sammelte ab 1948 Übersetzungen des Liedes und archivierte sie über Jahrzehnte hinweg. Ausgehend von damals nur wenigen bekannten Übersetzungen wendete sich Keller an Missionsstationen, Botschaften und Konsulate, um weltweit weitere Versionen zu ermitteln. Seine Sammlung umfasste 1995 nach eigener Aussage mehr als 230 Sprachversionen und diente späteren Forschern als wichtige Quelle zur weltweiten Verbreitung des Liedes.
Martin Reiter listet in seinem 2018 erschienenen Buch Stille Nacht – ein Lese-, Bilder- und Reisebuch mit dem Liedtext in 125 Sprachen 125 Transkriptionen, jedoch ohne Quellenangaben. In seiner Auflistung scheinen in manchen Sprachen mehrere unterschiedliche Textversionen auf. Acht Sprachen in seiner Liste sind Kunstsprachen, etwa die Klingonische Version „Qath'lo! MajQa“.

## Chartplatzierungen

### Version der Wiener Sängerknaben
| Periode   | Höchstplatzierung, GesamtwochenChartsChartplatzierungen (Periode, Platzierungen, Wochen) |
| Periode   | AT                                                                                       |
| --------- | ---------------------------------------------------------------------------------------- |
| 2011/12   | AT40 (1 Wo.)AT                                                                           |
| 2012/13   | AT33 (1 Wo.)AT                                                                           |
| 2013/14   | AT44 (1 Wo.)AT                                                                           |
| 2014/15   | AT37 (1 Wo.)AT                                                                           |
| 2015/16   | AT60 (1 Wo.)AT                                                                           |
| Insgesamt | AT33 (5 Wo.)AT                                                                           |

### Version von Udo Jürgens
| Periode   | Höchstplatzierung, GesamtwochenChartsChartplatzierungen (Periode, Platzierungen, Wochen) |
| Periode   | AT                                                                                       |
| --------- | ---------------------------------------------------------------------------------------- |
| 2014/15   | AT66 (1 Wo.)AT                                                                           |
| Insgesamt | AT66 (1 Wo.)AT                                                                           |

### Version von Bing Crosby(Silent Night, Holy Night)
| Periode   | Höchstplatzierung, GesamtwochenChartplatzierungen (Periode, Platzierungen, Wochen) | Höchstplatzierung, GesamtwochenChartplatzierungen (Periode, Platzierungen, Wochen) |
| Periode   | UK                                                                                 | US                                                                                 |
| --------- | ---------------------------------------------------------------------------------- | ---------------------------------------------------------------------------------- |
| 1952/53   | UK8 (2 Wo.)UK                                                                      | —                                                                                  |
|           |                                                                                    |                                                                                    |
|           |                                                                                    |                                                                                    |
| 1957/58   | —                                                                                  | US54 (3 Wo.)US                                                                     |
|           |                                                                                    |                                                                                    |
|           |                                                                                    |                                                                                    |
| 1960/61   | —                                                                                  | US54 (2 Wo.)US                                                                     |
| Insgesamt | UK8 (2 Wo.)UK                                                                      | US54 (5 Wo.)US                                                                     |

### Version von Mahalia Jackson(Silent Night, Holy Night)
| Periode   | Höchstplatzierung, GesamtwochenChartsChartplatzierungen (Periode, Platzierungen, Wochen) |
| Periode   | US                                                                                       |
| --------- | ---------------------------------------------------------------------------------------- |
| 1962/63   | US99 (1 Wo.)US                                                                           |
| Insgesamt | US99 (1 Wo.)US                                                                           |

### Version von The Dickies(Silent Night)
| Periode   | Höchstplatzierung, GesamtwochenChartsChartplatzierungen (Periode, Platzierungen, Wochen) |
| Periode   | UK                                                                                       |
| --------- | ---------------------------------------------------------------------------------------- |
| 1978/79   | UK47 (4 Wo.)UK                                                                           |
| Insgesamt | UK47 (4 Wo.)UK                                                                           |

### Version von Bros(Silent Night)
| Periode   | Höchstplatzierung, GesamtwochenChartplatzierungen (Periode, Platzierungen, Wochen) | Höchstplatzierung, GesamtwochenChartplatzierungen (Periode, Platzierungen, Wochen) |
| Periode   | DE                                                                                 | UK                                                                                 |
| --------- | ---------------------------------------------------------------------------------- | ---------------------------------------------------------------------------------- |
| 1988/89   | DE26 (9 Wo.)DE                                                                     | UK2 (8 Wo.)UK                                                                      |
| Insgesamt | DE26 (9 Wo.)DE                                                                     | UK2 (8 Wo.)UK                                                                      |

### Version von Simon & Garfunkel(Silent Night)
| Periode   | Höchstplatzierung, GesamtwochenChartsChartplatzierungen (Periode, Platzierungen, Wochen) |
| Periode   | UK                                                                                       |
| --------- | ---------------------------------------------------------------------------------------- |
| 1991/92   | UK30 (6 Wo.)UK                                                                           |
| Insgesamt | UK30 (6 Wo.)UK                                                                           |

### Version von Sinéad O’Connor(Silent Night)
| Periode   | Höchstplatzierung, GesamtwochenChartsChartplatzierungen (Periode, Platzierungen, Wochen) |
| Periode   | UK                                                                                       |
| --------- | ---------------------------------------------------------------------------------------- |
| 1991/92   | UK60 (4 Wo.)UK                                                                           |
| Insgesamt | UK60 (4 Wo.)UK                                                                           |

### Version von Carrie Underwood(Silent Night)
| Periode   | Höchstplatzierung, GesamtwochenChartsChartplatzierungen (Periode, Platzierungen, Wochen) |
| Periode   | US                                                                                       |
| --------- | ---------------------------------------------------------------------------------------- |
| 2020/21   | US94 (2 Wo.)US                                                                           |
| Insgesamt | US94 (2 Wo.)US                                                                           |

## Rezeption

### Film

#### Spielfilme
- Das unsterbliche Lied. Deutschland/Schweiz 1934; Produktionsfirma: Bavaria/Arophon; Kinoverleih: Hans Marder; Länge: 75 min; Erstaufführung: 1. Dezember 1934 Berlin; Filmkritik: „Die Entstehungsgeschichte des Weihnachtsliedes ‚Stille Nacht, heilige Nacht‘ – verknüpft mit einer dörflichen Liebesgeschichte. Sentimentaler Heimatfilm.“ Alternativtitel: Stille Nacht, heilige Nacht, Das ewige Lied; Drehbuch: Alfred Lampel; Regie: Hans Marr;
 Darsteller: Any Hartmann – Trautel; Felix Gruber – Lehrer Gruber; Hans Marr – Sternwirt; Heinz Galltzki – Leonhard; Jo Zschocke – Fanny; Klara Boeck – Elisabeth; Max Weydner – Pfarrer Mohr; Paul Richter – Lois; Rosa Kirchner-Lang – Magd.[58] – Der Film wurde von der Zensur in Deutschland zunächst mit einem Jugendverbot belegt, im Beschwerdeverfahren wurde dieses dann aber aufgehoben, u. a., weil einige Passagen herausgeschnitten worden waren.[59]
- Wunder einer Nacht. BRD/AT 1979; mit Karin Baal, Josef Meinrad, Heidemarie Hatheyer, Brigitte Horney, Ulrike Bliefert, Arno Assmann, Barbara Rütting, Edith Volkmann, Regie: Konrad Sabrautzky. Erzählt die historisch verbürgte Suche des Preußischen Königs Friedrich Wilhelm IV. nach dem Komponisten des Liedes.
- Das ewige Lied. Österreich 1997; mit Tobias Moretti, Erwin Steinhauer, Heio von Stetten, Krista Posch, Michael Mendl, Karl Merkatz, Andrea Eckert
- Stille Nacht. USA 2012; mit Carsten Clemens, Markus von Lingen, Janina Elkin

Filme, in denen Stille Nacht ein wichtiges Motiv ist
- Merry Christmas. Frankreich/Deutschland/Vereinigtes Königreich/Belgien/Rumänien/Norwegen 2005, Regie: Christian Carion, Darsteller: Diane Krüger, Guillaume Canet, Daniel Brühl – Stille Nacht leitet den Weihnachtsfrieden im Jahr 1914 während des 1. Weltkrieges ein.
- Die Weihnachtskarte. USA/Kanada 2017, Regie: Ernie Barbarash, Darsteller: Eliza Taylor, Jake Lacy u. a. m. – Einer der Protagonisten verbindet mit Stille Nacht schlechte Erinnerungen. Neben anderen Weihnachtsmelodien taucht gerade diese Melodie immer wieder im Film auf, insbesondere beim Happy End.

Bekannte Filme, in denen Stille Nacht länger vorkommt
- The Hateful Eight. USA 2015, Regie: Quentin Tarantino, Darsteller: Samuel L. Jackson, Kurt Russell u. a. m., Oscar in der Kategorie „Beste Filmmusik“ für Ennio Morricone – Eine Szene wird von Stille Nacht getragen, während das Lied von einem der Protagonisten (Demián Bichir) auf dem Klavier gespielt wird (ab Stelle 1:25:40 h).

#### Dokumentarfilme
- Stille Nacht! Heilige Nacht! Die Friedensbotschaft aus dem SalzburgerLand. Salzburg 2009, ORF, Regie: Renate Lachinger
- Die Botschaft von «Stille Nacht». Regie: Frederick Baker, produziert von Filmbäckerei im Auftrag des ORF 2010 (kreuz und quer Spezial)
- „Stille Nacht“ – Die Geschichte eines Weihnachtslieds[60]
- Stille Nacht – Ein Lied für die Welt (2018), ServusTV / Bayerischer Rundfunk/Arte, Buch/Regie: Hannes M. Schalle, Erzähler: Peter Simonischek
- Silent Night – A Song for the World (2020), The CW, Buch/Regie: Hannes M. Schalle, Erzähler: Hugh Bonneville

### Rundfunk
- Stille Nacht, heilige Nacht war das erste Lied, das im deutschen Radio gespielt wurde, im Rahmen der ersten Rundfunksendung in Deutschland am 22. Dezember 1920. Übertragen wurde ein Weihnachtskonzert, das im Studio in Königs Wusterhausen anwesende Musiker einspielten.[61]

### Weiteres
- Der Stille-Nacht-Friedensweg wurde 2018 im Bezirk Salzburg-Umgebung etabliert.
- Papst Franziskus bezeichnete das Lied am 12. Dezember 2018 als sein Lieblingslied.[62]
- In Frankenmuth im US-Bundesstaat Michigan stellt das Lied im Bronner’s Christmas Wonderland eine der Hauptattraktionen dar. In einem detailgetreuen Nachbau der Kirche in Oberndorf bei Salzburg erklingt das Weihnachtslied rund um die Uhr in Endlosschleife. Rund zwei Millionen Menschen besuchen das Weihnachtswunderland jährlich.[63]
- Die Salzburger Land Tourismus GmbH hat sich eine Wort-Bild-Marke gesichert (017025057); des Weiteren hat sich die „Stille Nacht Botschaft“ in Oberndorf  2008 die Wort-Bild-Marke 006827703 eintragen lassen.[64]

## Medien
- Stille Nacht, heilige Nacht auf Polyphon, Länge 55 Sekundenⓘ/?
- Aussprache „Stille Nacht, Heilige Nacht“ⓘ/?
- Hörbeispiel/Arrangement Stille Nacht, heilige Nachtⓘ/?